# 나나오역
나나오역(일본어: 七尾駅)은 일본 이시카와현 나나오시에 위치한 서일본 여객철도 · 노토 철도의 철도역이다. JR 서일본 나나오 선의 소속역이며, 이 역을 기·종점으로 하는 노토 철도 나나오 선 등 2개의 노선이 운행되고 있다. 섬식 승강장 2면 4선의 구조를 갖춘 지상역이다.

## 타는 곳

### JR 서일본
| 1 | ■ 나나오 선 | 상행 | 쓰바타 · 가나자와 방면 | 특급 · 보통                                   |
| 1 | ■ 나나오 선 | 하행 | 와쿠라온센 방면        | 특급만                                        |
| 2 | ■ 나나오 선 | 상행 | 쓰바타 · 가나자와 방면 | 주로 보통                                     |
| 2 | ■ 나나오 선 | 하행 | 와쿠라온센 방면        | 신부 주련 운전일에 '노토 가가리비 3호'가 정차 |
| 3 | ■ 나나오 선 | 하행 | 와쿠라온센 방면        | 주로 이 역 종점 보통                          |

### 노토 철도
| 노토 | ■ 나나오 선 | 하행 | 와쿠라온센 · 아나미즈 방면 | 보통만 |

## 이용 현황
| 연도   | JR 서일본 1일 평균 승차 인원 | 노토 철도 1일 평균 승차 인원 |
| ------ | ---------------------------- | ---------------------------- |
| 2003년 | 1,362                        | 716                          |
| 2004년 | 1,323                        | 701                          |
| 2005년 | 1,294                        | 585                          |
| 2006년 | 1,242                        | 645                          |
| 2007년 | 1,230                        | 560                          |
| 2008년 | 1,240                        | 569                          |
| 2009년 | 1,240                        | 519                          |
| 2010년 | 1,206                        | 472                          |
| 2011년 | 1,167                        | 449                          |
| 2012년 | 1,103                        | 436                          |
| 2013년 | 1,143                        | 386                          |
| 2014년 | 1,090                        | 364                          |

## 역 주변
- 국도 제249호선
- 나나오 시청
- 이시카와 현 나나오 미술관
- 게이주 종합 병원
- 공립 노토 종합 병원
- 고마루야마 공원
- 나나오 항

## 인접 역
| 서일본 여객철도 ■ 나나오 선   | 서일본 여객철도 ■ 나나오 선 | 서일본 여객철도 ■ 나나오 선 |
| ----------------------------- | --------------------------- | --------------------------- |
| 도쿠다 가나자와 · 쓰바타 방면 | 나나오 선                   | 와쿠라온센 와쿠라온센 방면  |
| 노토 철도 ■ 나나오 선         |                             |                             |
| 시·종착역                     | 나나오 선                   | 와쿠라온센 아나미즈 방면    |